# Karate ai XVI Giochi del Mediterraneo
I tornei di  Karate ai XVI Giochi del Mediterraneo si sono svolti presso il palasport Febo di Pescara (1500 spettatori circa) a circa 16 km dal Villaggio Mediterraneo e hanno previsto competizioni individuali sia maschili che femminili, per un totale di 10 medaglie d'oro.
Ogni Paese ha potuto iscrivere al massimo 1 concorrente per ogni categoria (vedi tabella).

## Calendario
Le gare hanno seguito il seguente calendario:
| ● | Competizioni | ● | Finali |

| Giugno/Luglio |    |    |    |    |    |    |    |    |    |
| 26            | 27 | 28 | 29 | 30 | 01 | 02 | 03 | 04 | 05 |
|               |    |    |    | ●  | ●  |    |    |    |    |

## Risultati

### Uomini
| Evento       | Oro                       | Argento            | Bronzo                                      |
| fino a 60 kg | Michele Giuliani          | Amin Ramadan       | Edin Muslic Danil Dondjoni                  |
| fino a 67 kg | Simitrios Triantafyllis   | Mostafa El Sembwiy | Valentin Popa Karem Othman                  |
| fino a 75 kg | Kenji Grillon             | Luigi Busà         | Sayed Abdelnabi Serkan Yagci                |
| fino a 84 kg | Konstantinos Papadopoulos | Salvatore Loria    | Hany Keshta Jean Taumotekava                |
| oltre 84 kg  | Javier Francisco Martinez | Almir Cecunjanin   | Spyridon Margaritopoulos Stefano Maniscalco |

### Donne
| Evento       | Oro               | Argento             | Bronzo                               |
| fino a 50 kg | Gulderen Celik    | Sara Cardin         | Betty Aquilina Biljana Stojovic      |
| fino a 55 kg | Dhouha Ben Othman | Jelena Kovacevic    | Ilhem El Djou Selene Guglielmi       |
| fino a 61 kg | Lolita Dona       | Laura Pasqua        | Carmen Vicente Vildan Dogan          |
| fino a 68 kg | Petra Volf        | Vasiliki Panetsidou | Arnela Odzakovic Irene Colomar Costa |
| oltre 68 kg  | Shymaa Alsayed    | Merima Softic       | Cristina Feo Gomez Yildiz Aras       |

## Medagliere
| Posizione | Paese                |    |    |    | Totale |
| --------- | -------------------- | -- | -- | -- | ------ |
| 1         | Grecia               | 2  | 1  | 1  | 4      |
| 2         | Francia              | 2  | 0  | 2  | 4      |
| 3         | Italia               | 1  | 4  | 2  | 7      |
| 4         | Egitto               | 1  | 2  | 2  | 5      |
| 5         | Croazia              | 1  | 1  | 1  | 3      |
| 6         | Spagna               | 1  | 0  | 3  | 4      |
| 6         | Turchia              | 1  | 0  | 3  | 4      |
| 8         | Tunisia              | 1  | 0  | 0  | 1      |
| 9         | Bosnia ed Erzegovina | 0  | 1  | 2  | 3      |
| 10        | Montenegro           | 0  | 1  | 0  | 1      |
| 11        | Serbia               | 0  | 0  | 2  | 2      |
| 12        | Algeria              | 0  | 0  | 1  | 1      |
| 12        | Siria                | 0  | 0  | 1  | 1      |
| Totale    | Totale               | 10 | 10 | 20 | 40     |